# Ota (Portugalia)

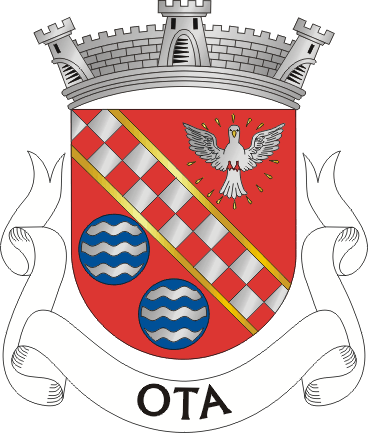
Herb Oty

Ota – miasto w zachodniej Portugalii, w Regionie Centrum, w gminie Alenquer. W mieście znajduje się kościół. W 2001 liczyło 1198 mieszkańców. Jest proponowane jako lokalizacja dla luksusowego lotniska koło Lizbony.